# Horatosphaga sabuk
Horatosphaga sabuk är en insektsart som beskrevs av Hemp, C. 2006. Horatosphaga sabuk ingår i släktet Horatosphaga och familjen vårtbitare. Inga underarter finns listade i Catalogue of Life.